# M27彈鏈
M27彈鏈（英語：M27 Link）是美國軍方為其彈鏈供彈轻机枪設計的金屬製可散式彈鏈，主要提供給美军及其他北約国家的5.56×45毫米口徑的機槍使用。這是M13彈鏈的一個縮小版本。

## 歷史
M27彈鏈首次使用在越戰期間斯通納設計的彈鏈供彈式機槍，後來M27彈鏈因為使用於FN Minimi轻机枪／M249班用自動武器（M249 SAW）而再被採用。

## 設計
每個鏈鈎都由一塊單件的金屬彎曲造成兩個弹巢，然後滑入相鄰的子彈。M27彈鏈就像M13彈鏈，是一種壓入式設計。每發子彈在向前推離鏈鈎提取出來。當供彈以後，鏈鈎從彈鏈上分解（從彈鏈上分離）並且拋出槍外。這與舊式彈鏈系統通常以織物製造，而且供彈時直接穿過武器而不分解不同。
在通常的操作中，武器內部的撥彈機構（或“脫鏈”）會將子彈從彈鏈上向後滑出來，然後再將子彈插入到膛室內，而剩下來的鏈鈎部份會跟隨著空彈殼的退殼動作一起被七零八落的分離、排出。
一些生產商在製造M27彈鏈的時候會有所變化，兩個鏈鈎之間只是以環繞子彈一部分的方式串聯在一起。這意味著，彈鏈可以在中段以扭曲彈鏈的方式分離。
彈鏈鏈鈎可以收集並且使用手工裝填新的彈藥的方式重新組裝，但是在實戰中，這是不常見的做法，因為它屬於勞動密集型工作，廉價的鏈鈎被認為是一次性的。

## 圖片

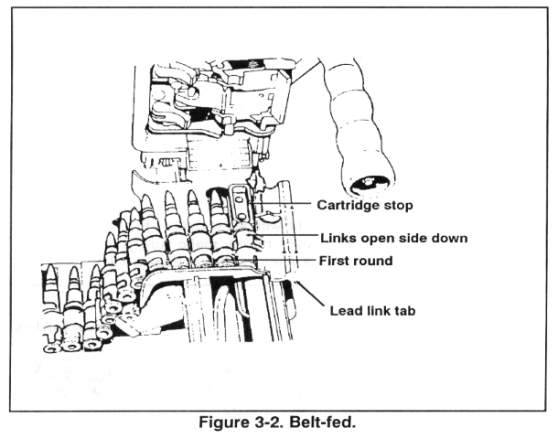
FN Minimi的M27彈鏈供彈系統。
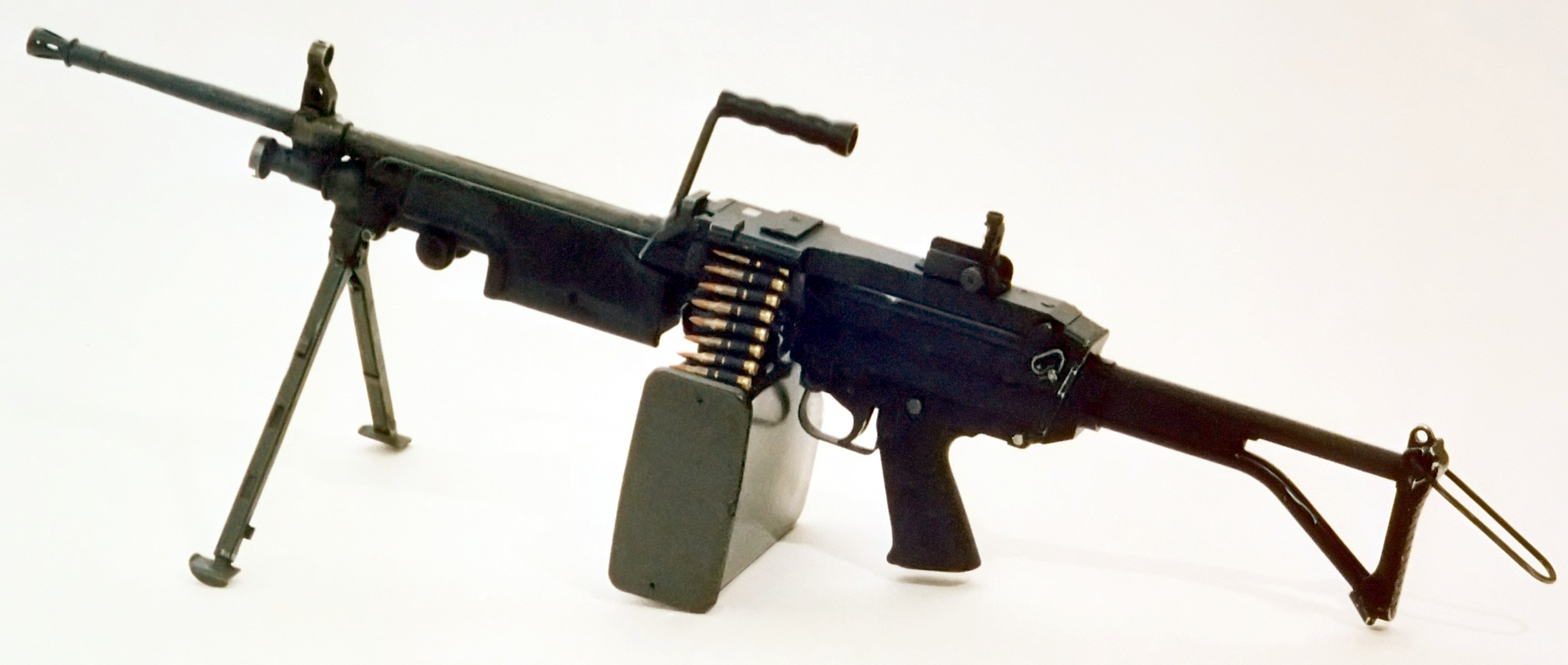
M249班用自動武器上的M27彈鏈。
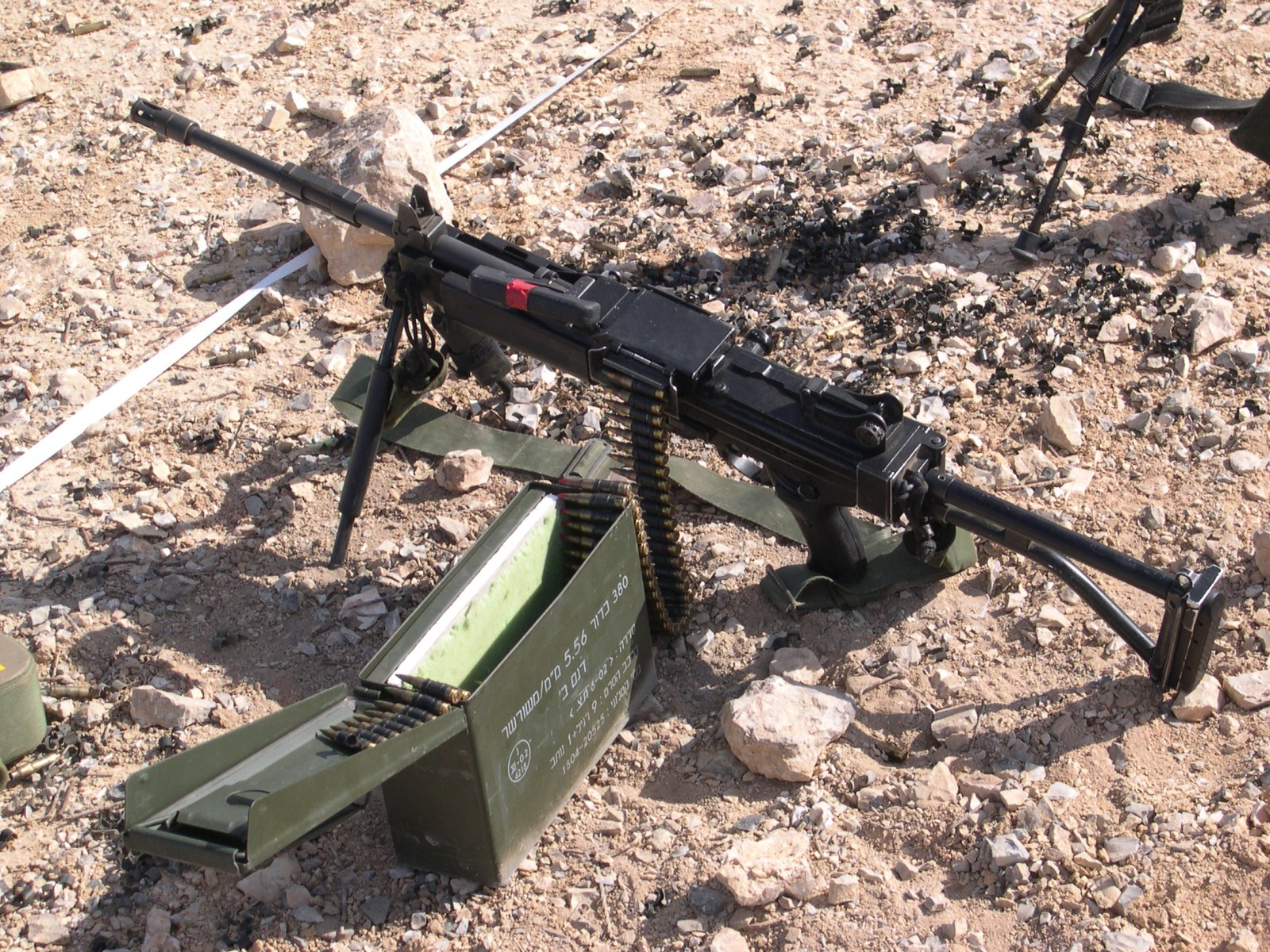
使用M27彈鏈供彈的內蓋夫輕機槍。
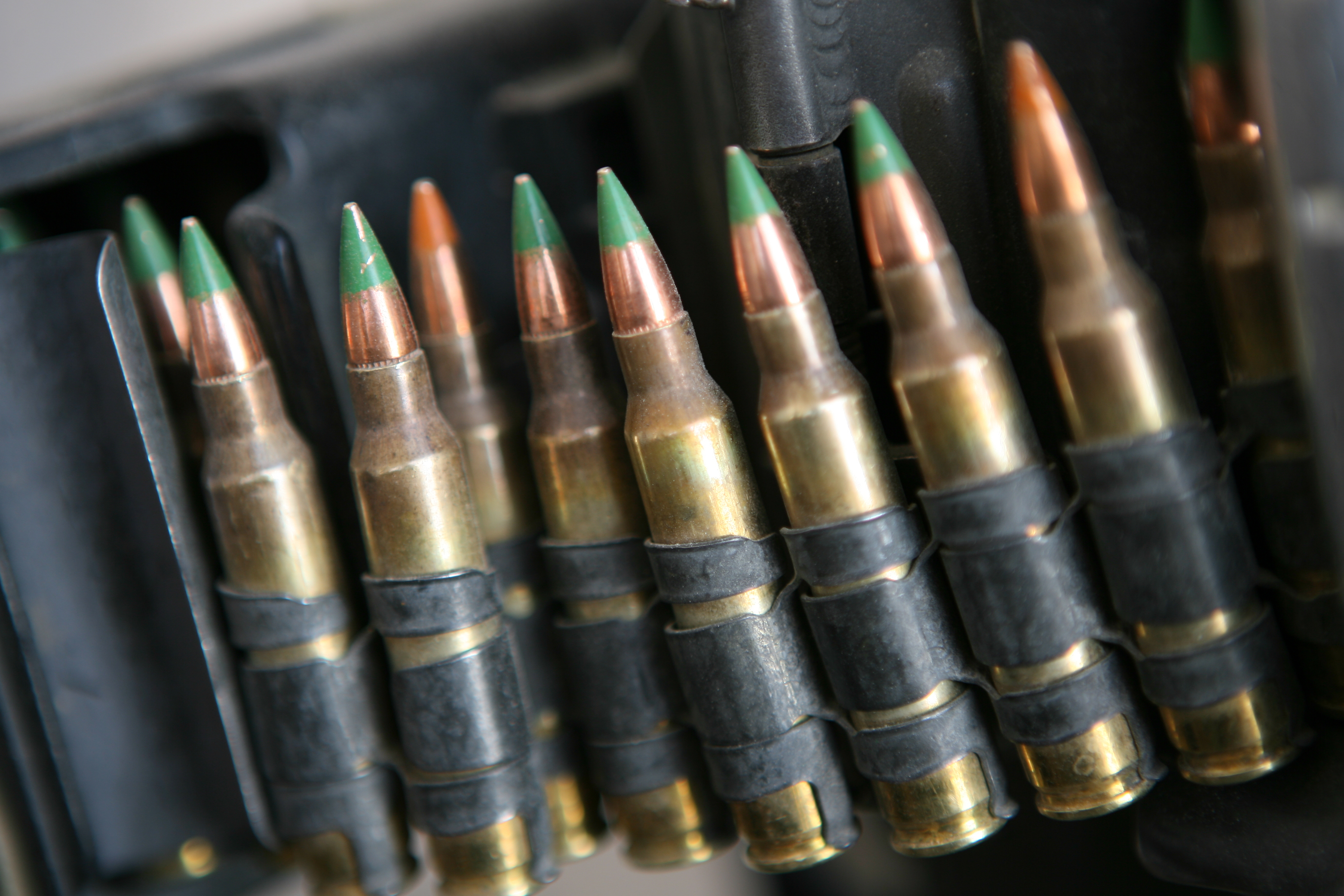
由M27彈鏈所鏈接的5.56×45毫米子彈。
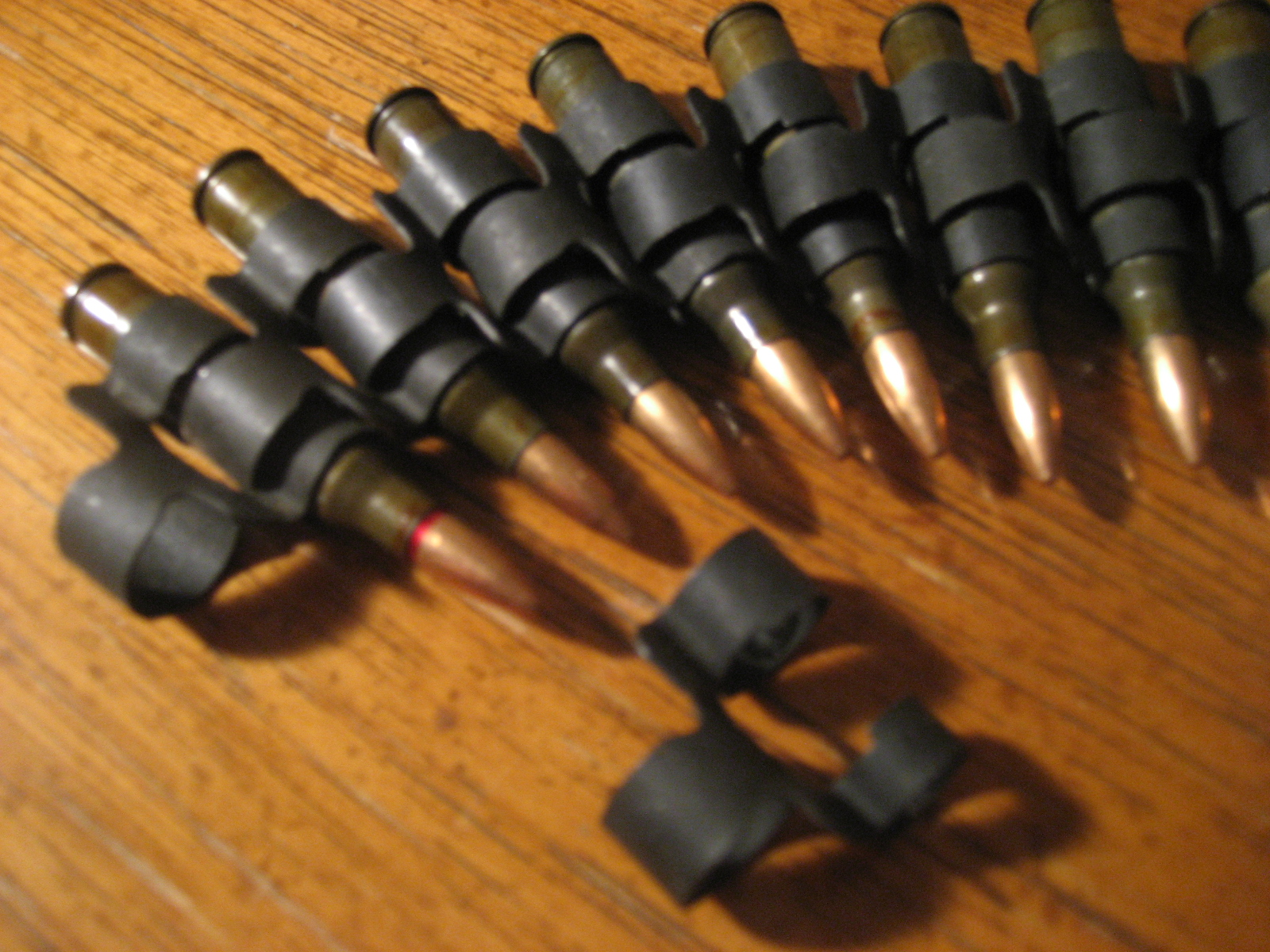
5.56 x 45毫米彈鏈。似乎是使用北約彈鏈。
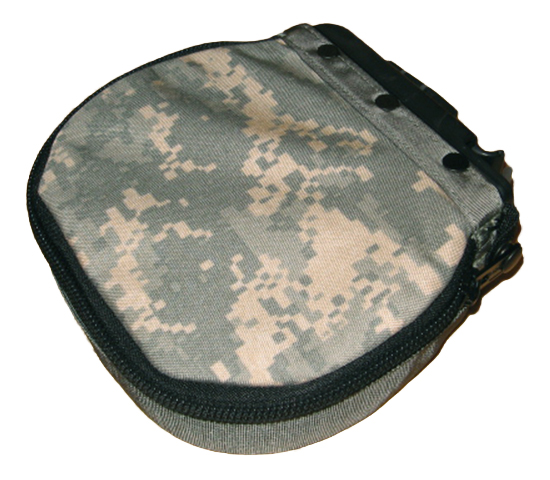
M249班用自動武器所使用的帆布製軟彈袋。

## 外部連結
- （英文）—army-technology.com-彈藥 （页面存档备份，存于）